# Khusro I
Khusro I of Chosro I (Kesra Nushin-Ravan, Kasra), bijgenaamd Anoshirvan (Onsterfelijke ziel), (regeerperiode 531-579) was sjahansjah, koning der koningen, van de Iraanse dynastie der Sassaniden. Hij was een zoon van zijn voorganger Kavad I.

## Biografie

### Geboorte en familie
Khusro werd in Ardestan geboren, een oude stad die door de Achaemeniden was gebouwd, dicht bij de grote stad Spahan. Hij was Kavads derde zoon en zijn drie broers heetten Xerxes, Zamasp en Kawus. Khosrows moeder was de zuster van Bawi en zo was hij verbonden aan het Parthische Huis van Ispahbudhan.
Op zijn sterfbed in 531 benoemde Kavad zijn derde zoon Khusro tot zijn opvolger. Khusro I had, naast het conflict met Byzantium, ook in zijn eigen land te maken met onrusten. De Mazdakieten, de volgelingen van de profeet Mazdak gaven hun steun aan Kawus, Kavads oudste zoon. De edelen en zoroastrische Magi steunden Khusro. De twee zonen raakten slaags en Khusro versloeg zowel zijn broer Kawus als de Mazdakieten. Mazdak en het merendeel van zijn volgelingen werden om hun ketterse geloof geëxecuteerd en Khusro nam plaats op de Sassanidische troon. Toen hij van de samenzwering hoorde om Zamasp tot koning te maken, liet hij al zijn broers en hun kinderen ombrengen, samen met Bawi en andere edelen, die bij het complot betrokken waren.
In 550 kwam zijn zoon Anoshazad tegen hem in opstand en ook met dit gevaar wist Khusro I af te rekenen.

### Oorlogen

#### Byzantium
Khusro I tekende in 532 een verdrag met keizer Justinianus van het Byzantijnse Rijk dat eeuwige vrede tussen Byzantium en Perzië beloofde. Het verdrag was gunstig voor de Perzen: ze ontvingen goud om de Kaukasus-passen te beschermen, behielden de macht over het grootste deel van Armenia en Iberia en de Romeinen gaven hun bases in Mesopotamië op.
In 540 begon Khusro een campagne in het westen, nadat hij door de Gotische koning Witiges was geïnformeerd dat Justinianus Noord-Afrika en Italië binnenviel en hij bovendien Armeense smeekbeden ontving voor Perzische hulp. Khusro viel Mesopotamia en Syria binnen en nam Antiochië in. Hij viel in 540 ook Armenia binnen en de oorlog duurde tot 557 toen er een verdrag werd opgesteld, dat tot Justinianus' dood in 565 standhield. Khusro trok daarop naar het oosten. Een inval in 542 vond wegens een plaag geen doorgang. De oorlogvoering werd in 543 hervat en de Romeinen werden in Armenia verslagen. In 544 belegerden de Perzen Edessa, waarbij ze de inwoners een groot bedrag aan goud lieten betalen.
In 562 werd er een nieuw verdrag gesloten (voor 50 jaar dit keer), waarin de Byzantijnen meer schatting gingen betalen, maar wel Lazica terugkregen. Het Byzantijnse Rijk had zijn handen vol op andere fronten en Perzië werd onder Khusro's leiding steeds machtiger. Justinus II volgde Justinianus op en hij eiste de heerschappij over Suania op, wat tot oorlog leidde. Khusro won tot 573 gebieden in de Kaukasus, Mesopotamië en Syria en nam Dara opnieuw in. Onder Tiberius waren er onderhandelingen over Mesopotamië, maar de oorlog ging in 574-575 verder in de Kaukasus en daarna in Mesopotamië. Gedurende de regering van Mauricius ging deze oorlog verder en duurde daarna tot in de 7e eeuw.

#### Andere oorlogen
In de jaren 557-558 versloeg Khusro de Hephtalieten en bracht het land tot aan de Oxus onder zijn controle. Tussen 572 en 558 hield hij de invallen van de Turken in het Nabije Oosten tegen. Daarnaast kreeg Khusro vaste voet aan de grond in het Arabische schiereiland, tot aan Jemen toe.

### Binnenlandse hervormingen
Khusro voerde administratieve en militaire vernieuwingen door en voltooide de hervormingen van zijn vader Kavad. Hij verdeelde het rijk in vier kwadranten en stelde over elk gebied een generaal (spahbed) aan. Daarvoor was er slechts een generaal geweest, de Eran spahbed. Hij liet de Daylamieten het leger versterken. Er waren belastinghervormingen, waarbij de belasting niet alleen bepaald werd door de hoeveelheid land, maar ook door het type product. In zijn dagelijks bestuur werd Khusro I bijgestaan door zijn vizier Bozorgmehr.

### Overlijden
Na zijn dood werd hij opgevolgd door zijn zoon Hormazd IV.

## Bouw en cultuur

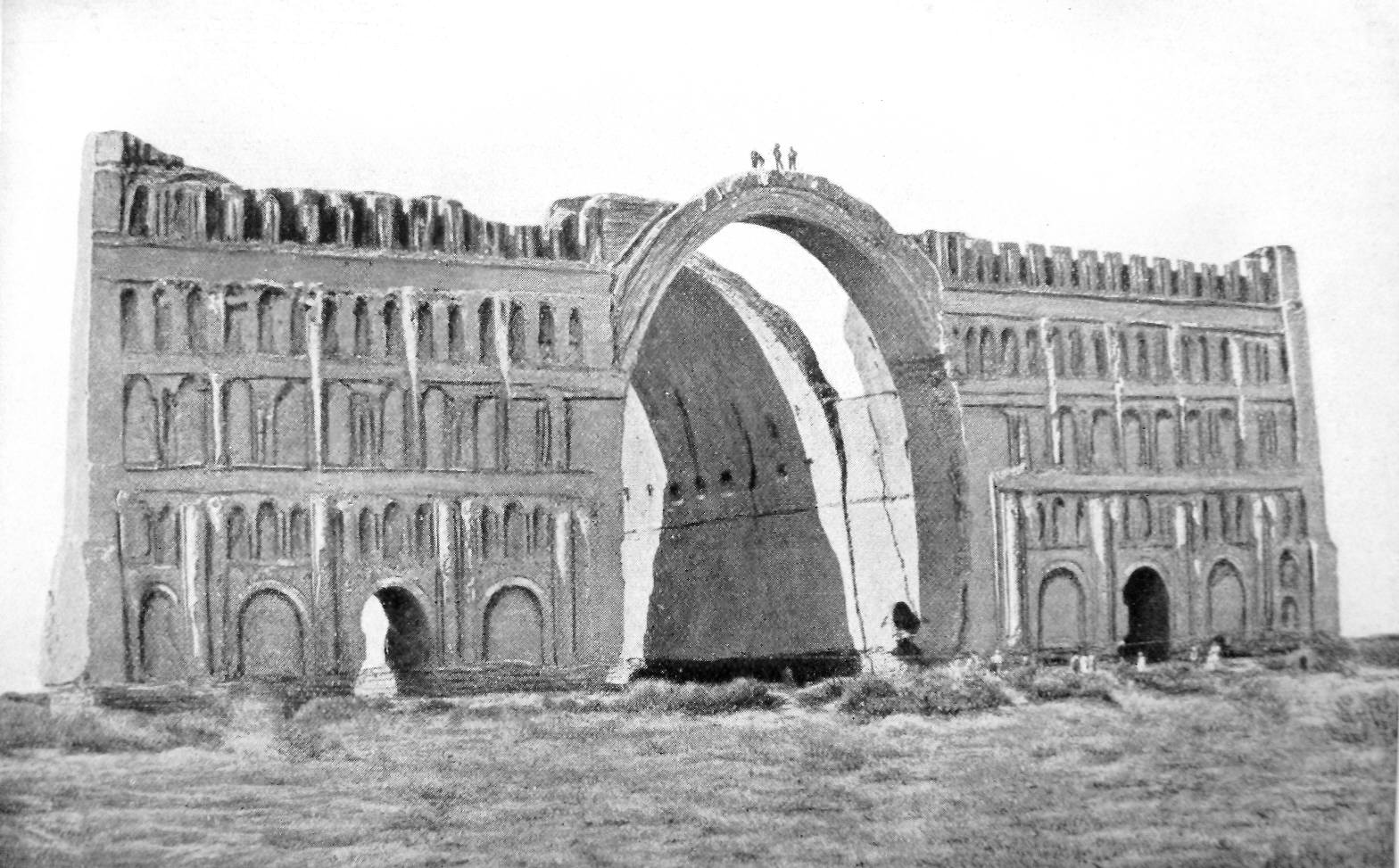
De ruïne van Taq-i Kisra, het paleis dat Khusro I in 540 liet bouwen

Hij liet in 540 het paleis Taq-i Kisra bouwen. Om de grenzen van het rijk te versterken bouwde hij verdedigingsmuren op de vier grenzen: in het noordoosten langs de Gurgan-vlakte tegen de Hephtalieten, in het noordwesten bij de toegangswegen tot de Kaukasus, in het zuidoosten en een 'muur van de Arabieren' (war i tazigan) in het zuidwesten.
Onder zijn regering werd Gondesjapoer beroemd om de Academie van Gondesjapoer: een centrum voor geneeskunde, filosofie, theologie en natuurwetenschappen.
Uit Rome kwamen muziekinstrumenten, verscheidene wetenschappelijke werken, geneeskundige verhandelingen en filosofische teksten, maar ook met India bestond er uitwisseling.
Khusro I liet Burzoë, zijn lijfarts, rond 570 de Pancatantra vertalen van het Sanskriet in het Oud-Perzisch (Pahlevi). Het kreeg de titel Kalila u Dimana, naar de jakhalzen Karataka (Voorzichtig) en Damanaka (Sluw), die in de Pancatantra voorkomen. Het boek heette het levenselixer te zijn, dat de doden (onwetenden) weer deed opstaan. Burzoë nodigde Indiase en Chinese geleerden uit om naar Gondesjapoer te komen. Zij vertaalden er Indische teksten over astronomie, astrologie, wiskunde, geneeskunde en Chinese teksten over medicinale kruiden en religie.
Khusro I werd ook wel Plato's Filosoof Koning genoemd. Er kwamen filosofen uit Athene naar Khusro's hof, vooral na de sluiting van de Neo-Platonische School door de Byzantijnse keizer Justinianus I.